# Mulanay
Mulanay is een gemeente in de Filipijnse provincie Quezon op het eiland Luzon. Bij de laatste census in 2010 telde de gemeente bijna 51 duizend inwoners.

## Geografie

### Bestuurlijke indeling
Mulanay is onderverdeeld in de volgende 28 barangays:
| - Ajos - Amuguis - Anonang - Bagong Silang - Bagupaye - Barangay 1 - Barangay 2 - Barangay 3 - Barangay 4 - Bolo - Buenavista - Burgos - Butanyog - Canuyep | - F. Nanadiego - Ibabang Cambuga - Ibabang Yuni - Ilayang Cambuga - Ilayang Yuni - Latangan - Magsaysay - Matataja - Pakiing - Patabog - Sagongon - San Isidro - San Pedro - Santa Rosa |

## Demografie
Mulanay had bij de census van 2010 een inwoneraantal van 50.826 mensen. Dit waren 2.288 mensen (4,7%) meer dan bij de vorige census van 2007. Ten opzichte van de census van 2000 was het aantal inwoners gegroeid met 4.923 mensen (10,7%). De gemiddelde jaarlijkse groei in die periode kwam daarmee uit op 1,02%, hetgeen lager was dan het landelijk jaarlijks gemiddelde over deze periode (1,90%).

De bevolkingsdichtheid van Mulanay was ten tijde van de laatste census, met 50.826 inwoners op 420 km², 121 mensen per km².